# Middlesceugh
Middlesceugh – osada w Anglii, w Kumbrii, w dystrykcie (unitary authority) Westmorland and Furness.